# ۷ رمضان
۷ رمضان، هفتمین روز از ماه رمضان در تقویم هجری قمری است.
در تقویم هجری قمری قراردادی این روز دویست و چهل و سومین روز سال است.